# (1665) Gaby
(1665) Gaby – planetoida z pasa głównego asteroid okrążająca Słońce w ciągu 3 lat i 274 dni w średniej odległości 2,41 au. Została odkryta 27 lutego 1930 roku w Landessternwarte Heidelberg-Königstuhl w Heidelbergu przez Karla Reinmutha. Nazwa planetoidy pochodzi od Gaby Reinmuth, synowej odkrywcy. Przed nadaniem nazwy planetoida nosiła oznaczenie tymczasowe (1665) 1930 DQ.